# Акино де Араужо, Педро Симон
Педро Симон Акино де Араужо (порт.-браз. Pedro Simão Aquino de Araújo; 16 марта 1924, по некоторым данным он родился в 1928 году, Ресифи — неизвестно, Сан-Каэтану-ду-Сул) — бразильский футболист, нападающий.

## Карьера
Симон родился в большой бедной семье, у него было 7 младших братьев. Он начал карьеру в клубе «Спорт» в 1941 году. В 1943 году, когда нападающий был переведён в основной состав команды, Симон стал чемпионом штата Пернамбуку, а через два года выиграл Начальный турнир Пернамбуку.
17 января 1946 года Симон стал игроком клуба «Португеза Деспортос», подписав контракт за 12 тыс крузейро и с заработной платой в 800 крузейро в месяц. С этим клубом форвард в первый же год выиграл Начальный турнир Паулиста. Тогда же он попал в состав сборной Бразилии, с которой участвовал в чемпионате Южной Америки, выигранном бразильцами. На турнире нападающий провёл 7 игр и забил 5 голов. Несмотря на удачное выступление, больше Симон в соста национальной команды не вызывался. В начале 1950-х он стал частью команды, одной из лучших в истории «Португезы», вместе с Пингой, Нининьо, Бранданзиньо и Жулиньо. Эта команда выиграла турнир Сан-Исидро и турнир Рио-Сан-Паулу.
В 1953 году Симон стал игроком клуба «Васко да Гама», но проведя там лишь несколько месяцев, в сентябре футболист вернулся в Сан-Паулу, став игроком «Коринтианса». Его дебютной игрой стал матч против «Сантоса», где «Тимао» проиграл 1:2. С «Коринтиансом» футболист победил в турнире Рио-Сан-Паулу и выиграл чемпионат штата. В 1955 году он выиграл Кубок Чарльза Мюллера. Всего за клуб футболист провёл 92 матча и забил 20 голов. Во второй половине года Симон стал игроком «Сан-Бенту» из Сорокабы. Затем футболист ненадолго вернулся в «Деспортос», где провёл, в общей сложности, 229 матчей и забил 47 голов. Завершил карьеру Симон в клубе «Вила-Сантиста».
Умер Симон в городе Сан-Каэтану-ду-Сул в полной нищете и забытье.

## Статистика
| Матчи Симона за сборную Бразилии | Матчи Симона за сборную Бразилии | Матчи Симона за сборную Бразилии | Матчи Симона за сборную Бразилии | Матчи Симона за сборную Бразилии | Матчи Симона за сборную Бразилии | Матчи Симона за сборную Бразилии |
| -------------------------------- | -------------------------------- | -------------------------------- | -------------------------------- | -------------------------------- | -------------------------------- | -------------------------------- |
| №                                | Дата                             | Место проведения                 | Соперник                         | Счёт                             | Голы                             | Турнир                           |
| 1                                | 3 апреля 1949                    | Рио-де-Жанейро                   | Эквадор                          | 9:1                              | 2                                | Чемпионат Южной Америки          |
| 2                                | 10 апреля 1949                   | Сан-Паулу                        | Боливия                          | 10:1                             | 2                                | Чемпионат Южной Америки          |
| 3                                | 13 апреля 1949                   | Сан-Паулу                        | Чили                             | 2:1                              | —                                | Чемпионат Южной Америки          |
| 4                                | 24 апреля 1949                   | Рио-де-Жанейро                   | Перу                             | 7:1                              | 1                                | Чемпионат Южной Америки          |
| 5                                | 30 апреля 1949                   | Рио-де-Жанейро                   | Уругвай                          | 5:1                              | —                                | Чемпионат Южной Америки          |
| 6                                | 8 мая 1949                       | Рио-де-Жанейро                   | Парагвай                         | 1:2                              | —                                | Чемпионат Южной Америки          |
| 7                                | 11 мая 1949                      | Рио-де-Жанейро                   | Парагвай                         | 7:0                              | —                                | Чемпионат Южной Америки          |

## Достижения
- Чемпион штата Пернамбуку: 1943
- Чемпион Южной Америки: 1949
- Победитель турнира Рио-Сан-Паулу: 1952, 1954
- Чемпион штата Сан-Паулу: 1954